# Viguiera
Viguiera, biljni rod iz porodice glavočika (Compositae) smješten u podtribus Helianthinae, dio tribusa Heliantheae.
Ovaj je rod opisan 1818.. Rasprostranjen je po tropskoj i suptropskoj Americi (uglavnom Meksiko), JZ-SAD (2). Mnoge bivše vrste od 2011. su redistribuirane u sestrinske rodove nakon štoje revidirana klasifikacija podplemena Helianthinae.

## Vrste
1. Viguiera dentata (Cav.) Spreng.
2. Viguiera funkiae N.A.Harriman & H.Rob.
3. Viguiera goebelii (Klatt) H.Rob.
4. Viguiera grammatoglossa DC.
5. Viguiera hassleriana Chodat
6. Viguiera leptodonta S.F.Blake
7. Viguiera maculata S.F.Blake
8. Viguiera mima S.F.Blake
9. Viguiera moreliana B.L.Turner
10. Viguiera orientalis B.L.Turner
11. Viguiera paneroana Rzed. & Calderón
12. Viguiera pazensis Rusby
13. Viguiera scandens V.M.Badillo
14. Viguiera simulans S.F.Blake
15. Viguiera sultepecana Paray
16. Viguiera szyszylowiczii Hieron.
17. Viguiera tepoxtlensis Paray
18. Viguiera tripartita (B.L.Rob. & Greenm.) S.F.Blake
19. Viguiera weberbaueri S.F.Blake

## Sinonimi
Nema.